# Vaughn Jefferis
Vaughn Fraser Jefferis (* 20. Mai 1961 in Huntly) ist ein ehemaliger neuseeländischer Vielseitigkeitsreiter.

## Karriere
Vaughn Jefferis, der ursprünglich im Springreiten aktiv war, wechselte 1990 zum Vielseitigkeitsreiten. Bereits bei den Weltreiterspielen 1994 in Den Haag gewann er mit seinem Pferd Enterprise die Goldmedaille im Einzel. Zudem gewann er bei den Olympischen Sommerspielen 1996 in Atlanta auf seinem Pferd Bounce zusammen mit Blyth Tait, Andrew Nicholson und Victoria Latta die Bronzemedaille im Mannschaftswettkampf. Im Einzelwettkampf wurde er Achter. Sein zweites Gold bei den Weltreiterspielen folgte zwei Jahre nach den Olympischen Spielen, als er 1998 mit der neuseeländischen Mannschaft siegte. Bei seiner zweiten Olympiateilnahme in Sydney 2000 landete sie im Mannschaftswettkampf auf dem achten Platz.